# Blanktjärnen (Kalls socken, Jämtland, 705715-137186)
Blanktjärnen är en sjö i Åre kommun i Jämtland och ingår i Indalsälvens huvudavrinningsområde.